# Јован Вујасиновић
Јован Вујасиновић (Београд, 5. март 1977) је свестрани научник, предузетник и менаџер са вишедеценијским међународним 
искуством у електронској и индустрији информационих технологија. Специјалиста је у области паметног управљања енергијом, паметних градова, паметних мерних система и даљинског управљања индустријским уређајима.

## Биографија
Др Јован Вујасиновић рођен је у Београду 1977. године, у насељу Угриновци, где је похађао основну школу. Још од малих ногу показао је интересовање за технику, па је уписао Електротехничку школу Никола Тесла у Београду. Након матуре, 1996. године уписује Електротехнички факултет Универзитета у Београду. Дипломирао је 2001, магистрирао 2013, а докторску дисертацију одбранио је 2023. године и тиме стекао титулу доктора електротехнике и рачунарства. Исте године завршио је и двогодишње МБА студије у оквиру Мокрогорске школе менаџмента.
Од 2001. до 2007. године био је асистент-приправник на Катедри за електронику на Електротехничком факултету у Београду и на Ваздухопловној академији у Жаркову, где је изводио наставу из следећих предмета: Електроника 1, Електроника 2, Елементи електронике, Основи аналогне електронике, Аналогна електроника, Рачунарска електроника, Линеарна електроника, Техничка документација и Компоненте и електронска кола. Од 2010. до 2017. године радио је у Институту „Михајло Пупин“ у Београду. У 13 наврата је био члан комисија за оцену и одбрану дипломских радова. Као коаутор, објавио је два наставна приручника.
Заједно са својим менторима и сарадницима, од којих је најистакнутији био проф. др Славољуб Марјановић Цаја, до сада је објавио седамнаест научних радова из ових области, од тога десет на међународним скуповима и један у истакнутом међународном часопису са импакт фактором. Са стручним радовима је учествовао на више домаћих и међународних скупова. Поред научних и стручних радова, Вујасиновић је, са сарадницима, израдио више пројеката за домаће и стране наручиоце, и аутор је девет признатих техничких решења из области даљинске комуникације и управљања системима. Учествовао је у два пројекта технолошког развоја које је финансирало Министарство за науку и заштиту животне средине Србије.
Био је иницијатор оснивања и председник Групације произвођача опреме за мерење електричне енергије при Привредној комори Србије, а потом и председник Групације произвођача електричних, оптичких уређаја и електронике у ПКС. Члан је техничке комисије Н013 – Општи аспекти за снабдевање електричном енергијом, мерење електричне енергије и управљање оптерећењем при Институту за стандардизацију Србије.
Аутор је и модератор интернациналног програма Smart Talks with Jovan, чији су гости светски стручњаци из области паметног управљања енергијом. Био је члан управног одбора Шаховског Савеза Србије. Водио је УО Шаховског Савеза Београда, а тренутно је председник НО ШСБ. Суоснивач је и тренер футсал клуба VF Football Теам. Један је од оснивача Удружења универзитетских наставника, научника, уметника и покретача „Просветитељи“, чији је и председник.
Тренутно води породичну компанију VF Holding која се развија у областима консалтинга, енергетике, информационих технологија, некретнина и агробизниса. У оквиру компаније остварује значајан утицај на три кључне области: екологију, технологију и менаџмент.
Ожењен је и отац троје деце.

## Иновације и предузетништво
Главна област Вујасиновићевог научног и стручног рада је даљинска комуникација и управљање системима и, у ужем смислу, системи за паметно управљање енергијом. По започињању рада на факултету од 2001. године, Вујасиновић заједно са проф. др Славољубом Марјановићем учествује у развоју пионирског пројекта модема за пренос података преко нисконапонске дистрибутивне мреже. Испитивања на терену се настављају у Електродистрибуцији Београд инсталацијом преправљених индукционих бројила, у која је била додата електроника која је омогућавала њихово даљинско очитавање. Преузевши оперативно спровођење овог пројекта, започета је интензивна сарадња са привредом.
Прво је уследила сарадња са компанијом Микроелектроника из Бања Луке, која је производила бројила електричне енергије. Вујасиновић је био један од сарадника који су за ову компанију развили програм паметних бројила, која су била опремљена модемом и склопком, омогућавајући даљинско управљање и очитавање потрошње електричне енергије.
Од 2003. године, сарадња је проширена на компанију G-Net, која је реализовала производњу и имплементацију комплетног система за даљинско управљање паметним бројилима. Овај систем је обухватао бројило са модемом и склопком, концентрационе уређаје за прикупљање података, као и софтвер за централизовано управљање.
Године 2008. пројекат Система даљинског управљања бројилима електричне енергије је еволуирао оснивањем компаније Meter&Control из Београда која је успела да комерцијализује развијена решења широм света. Први значајни уговори за имплементацију овог система су реализовани у региону (Србија, БиХ и Црна Гора), потом у Европи, у Швајцарској и Словачкој, а касније су уследиле сарадње у Русији и на Блиском истоку. Kао суоснивач и извршни директор, Вујасиновић је десет година водио компанију, подижући је од мале фирме са једним запосленим до глобално признатог лидера, једног од пет произвођача у свету са престижним ИДИС сертификатом.

### Научни радови у истакнутим међународним часописима
- Jovan Vujasinović, Goran Savić, Milan Prokin; „Model-Driven Developed Terminal for Remote Control of Charging Station for Electric Vehicles Powered by Renewable Energy“, Electronics (ISSN: 2079-9292) 2023, 12(8), 1769; DOI: 10.3390/electronics12081769

### Саопштење са међународног скупа штампано у целини
- Vladan Lapcević, Saša Manojlović, Jovan Vujasinović, Slavoljub Marjanović; „Experimental results on the load management system and remote meter reading system“; XI International Electrotechnical and Computer Science Conference ERK 2002; September 2002; Portoroz; Slovenia;

- Slavoljub Marjanović, Jovan Vujasinović, Goran Savić, Saša Manojlović, Branislav Ninković, Petar Međedović; „Sistem za daljinsko očitavanje i upravljanje potrošnjom električne energije“; VI Savetovanje Bosanskohercegovačkog Komiteta CIGRE; novembar 2003; Neum; Bosnia and Herzegovina;

- Nikola Rajaković, Dušan Nikolić, Jovan Vujasinović; „Cost benefit analysis for implementation of a system for remote control and automatic meter reading“; Power Tech 2009; June 2009, Bucharest, Romania
- Jovan Vujasinović, Goran Savić, Aleksandar Rakić; „Upravljanje potražnjom kod stanice za punjenje električnih vozila koja se napaja iz obnovljivih izvora energije“, Proceedings of the 28th Telecommunications Forum (TELFOR), November 2020, Belgrade, Serbia
- Jovan Vujasinović, Goran Savić, Zoran Čiča; „Uvođenje IoT -a u stanicu za punjenje električnih vozila koja se napaja iz obnovljivih izvora energije “, Proceedings of the 28th Telecommunications Forum (TELFOR), Novembar 2020, Belgrade, Serbia
- Jovan Vujasinović, Goran Savić; „Demand Side Management and Integration of a Renewable Sources Powered Station for Electric Vehicle Charging into a Smart Grid“, 15. International Conference on Applied and Theoretical Electricity ICATE, May 2021, Craiova, Romania
- Jovan Vujasinović, Goran Savić, Ilija Batas Bjelić, Nikola Rajaković; „Decreasing the implementation costs of smart metering systems with interoperability“, IEEE 2021 International Workshop on Metrology for Industry4.0 & IoT, June 2021
- Jovan Vujasinović, Goran Savić, Milan Prokin; „Terminal for Remote Control of Renewable Energy Sources Powered Station for Electric Vehicles Charging“, 10th Mediterranean Conference on Emedded Computing, June 2021, Budva, Montenegro
- Jovan Vujasinović, Goran Savić, Zeljko V. Despotović „Architecture and Sizing of System for Remote Control of Renewable Energy Sources Powered Station for Electric Vehicles Charging“, 7th IEEE International Energy Conference ENERGYCON 2022, May 2022, Riga, Latvia
- Jovan Vujasinović, Zoran Čiča, Goran Savić, “IoT Based Renewable Sources Powered Station for Electric Vehicles Charging”, 16th International Conference on Advanced Technologies, Systems and Services in Telecommunications - TELSIKS 2023, Nis, Serbia, October 2023.

### Саопштење са скупа националног значаја штампано у целини
- Vladan Lapčević, Saša Manojlović, Jovan Vujasinović, Slavoljub Marjanović; „Rezultati primene sistema za daljinsko očitavanje brojila električne energije u urbanoj sredini“; I Simpozijum INFOTEH-JAHORINA; mart 2002; Jahorina; Bosna i Hercegovina;
- Vladan Lapcević, Saša Manojlović, Jovan Vujasinović, Slavoljub Marjanović; „Rezultati primene sistema za daljinsko očitavanje brojila električne energije u ruralnoj sredini“; XLVI Konferencija za ETRAN; jun 2002; Teslić; Bosna i Hercegovina;
- Jovan Vujasinović, Goran Savić, Nikola Rajaković „Analiza uticaja interoperabilnosti na troškove uvođenja sistema za daljinsko očitavanje brojilima i upravljanje potrošnjom“, XXXV međunarodno savetovanje ENERGETIKA; June 2020, Zlatibor, Serbia
- Jovan Vujasinović, Goran Savić, Željko Đurišić; „Arhitektura sistema za daljinsko upravljanje stanice za punjenje električnih vozila koja se napaja iz obnovljivih izvora“, 64. konferencija ETRAN; septembar 2020, Novi Sad, Srbija
- Jovan Vujasinović, Goran Savić, Milan Prokin; „Terminal za daljinsko upravljanje stanicom za punjenje električnih vozila koja se napaja iz obnovljivih izvora energije “, XX simpozijum INFOTEH- Jahorina, mart 2021, Jahorina, Bosna i Hercegovina
- Jovan Vujasinović, Goran Savić; „Primena veštačke inteligencije na terminal za daljinsko upravljanje stanice za punjenje električnih vozila koja se napaja iz obnovljivih izvora električne energije“, 66. konferencija ETRAN, Jun 2022, Novi Pazar, Srbija

### Техничка и научна решења
- Jovan Vujasinović, Vladan Lapčević, „Elektronsko brojilo sa PLC komunikacijom“, tehničko rešenje urađeno je za „Sitel“ i G-Net, rešenje je realizovano 2003 godine, rešenje koristi i primenjuje „Elektrovojvodina“,
- Jovan Vujasinović, Saša Manojlović, Goran Savić, „Koncentrator u sistemu daljinskog očitavanja i upravljanja brojilima električne energije“, tehničko rešenje urađeno je za „Sitel“, rešenje je realizovano 2003 godine, rešenje koristi i primenjuje „Elektrovojvodina“,
- Jovan Vujasinović, Ištvan Alfeldi, „Baza podataka u sistemu daljinskog očitavanja i upravljanja brojilima električne energije“, predloženo tehničko rešenje urađeno je za „Sitel“, rešenje je realizovano 2003 godine, rešenje koristi i primenjuje „Elektrovojvodina“,
- Jovan Vujasinović, Ištvan Alfeldi, „Softver za generisanje izveštaja iz baze podataka u sistemu daljinskog očitavanja i upravljanja brojilima električne energije“, tehničko rešenje urađeno je za „Sitel“, rešenje je realizovano 2003 godine, rešenje koristi i primenjuje „Elektrovojvodina“
- Jovan Vujasinović, Goran Lukić, „Softver za GSM konekciju sa koncentratorima u sistemu daljinskog očitavanja i upravljanja brojilima električne energije“, predloženo tehničko rešenje urađeno je za „Sitel“, rešenje je realizovano 2003 godine, rešenje koristi i primenjuje „Elektrovojvodina“,
- Jovan Vujasinović, Goran Lukić, „Server za GPRS konekciju sa koncentratorima u sistemu daljinskog očitavanja i upravljanja brojilima električne energije“, tehničko rešenje urađeno je za „Sitel“, rešenje je realizovano 2003 godine, rešenje koristi i primenjuje „Elektrovojvodina“,
- Jovan Vujasinović, Danko Đurić, „Komunikator za daljinsko upravljanje fiskalnim kasama“, tehničko rešenje urađeno je za „SDD-ITG“, rešenje je realizovano 2004 godine, rešenje koristi i primenjuje „Agrokop“ i drugi,
- Jovan Vujasinović, Danko Đurić, „Terminal za daljinsko očitavanje fiskalnih kasa“, tehničko rešenje urađeno je za „SDD-ITG“, rešenje je realizovano 2005 godine, rešenje koristi i primenjuje Prvi Maj“ i drugi,
- Jovan Vujasinović, Saša Gavrilović, „Informacioni sistem za nadzor i automatsko upravljanje punjenja akumulatora (formaže)“, tehničko rešenje urađeno je za „G-Net“, rešenje je realizovano 2007 godine, rešenje koristi i primenjuje Fabrika akumulatora u Somboru

### Приручници
- M.Prokin, R.Đurić, J.Vujasinović, Osnovi analogne elektronike – priručnik za laboratorijske vežbe, Akademska misao, Beograd, 2006.
- M.Prokin, R.Đurić, J.Vujasinović, G.Savić, Osnovi elektronike (svi odseci osim odseka za elektroniku) – priručnik za laboratorijske vežbe, Akademska misao, Beograd, 2006.

### Учешће на пројектима
- „Sistem za daljinsko očitavanje i upravljanje potrošnjom brojila električne energije“, rukovodilac prof. dr Slavoljub Marjanović, ICEF
- „Inteligentne energetske mreže“, rukovodilac prof. dr Nikola Rajaković